# Apogon retrosella
Apogon retrosella е вид лъчеперка от семейство Apogonidae. Видът е незастрашен от изчезване.

## Разпространение и местообитание
Разпространен е в Колумбия, Коста Рика, Мексико, Никарагуа, Салвадор и Хондурас.
Среща се на дълбочина от 1 до 31,5 m, при температура на водата от 19,5 до 24,6 °C и соленост 34,6 – 35,3 ‰.

## Описание
На дължина достигат до 10 cm.